# Dorfkirche Krausnick

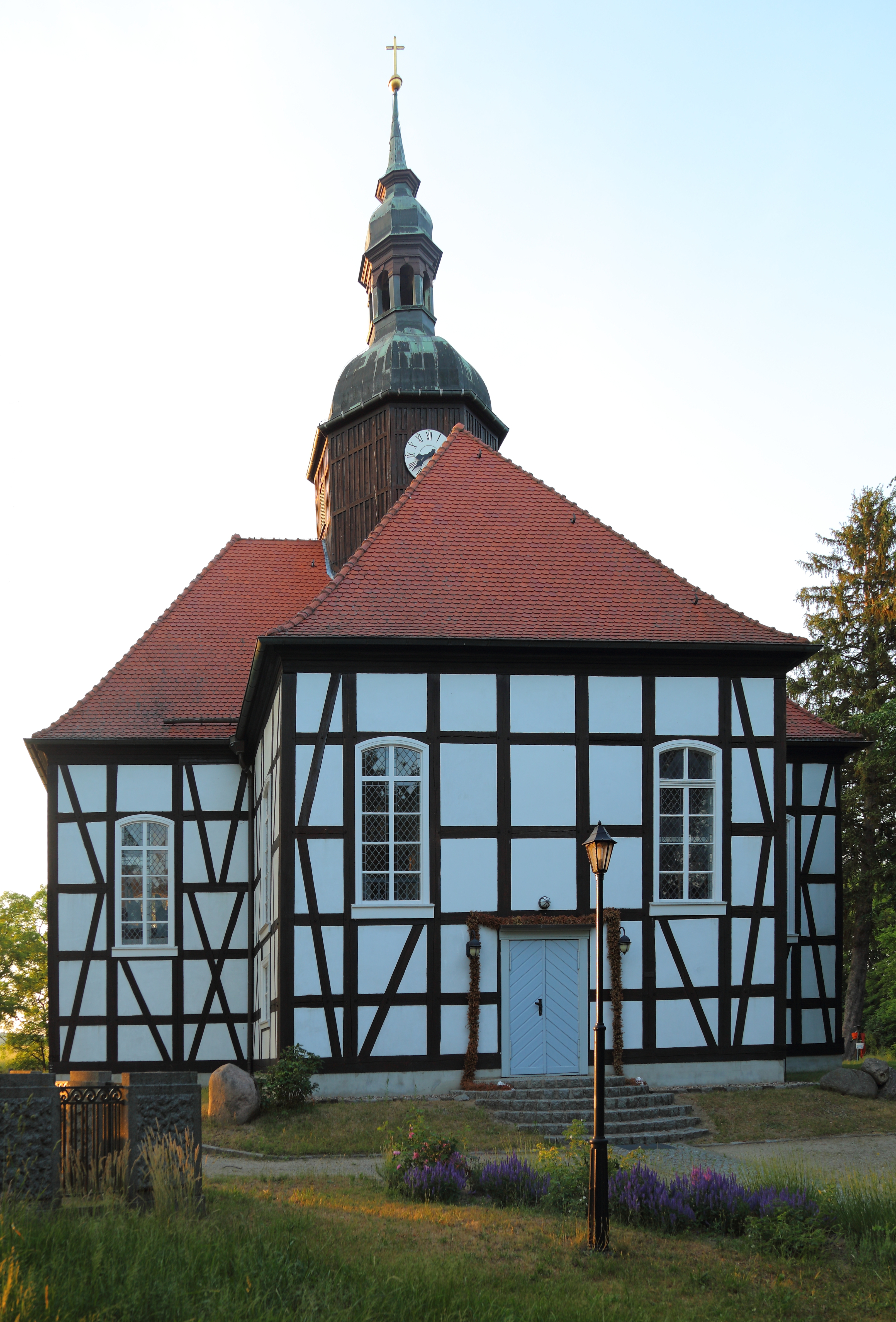
Ansicht von Norden (2015)

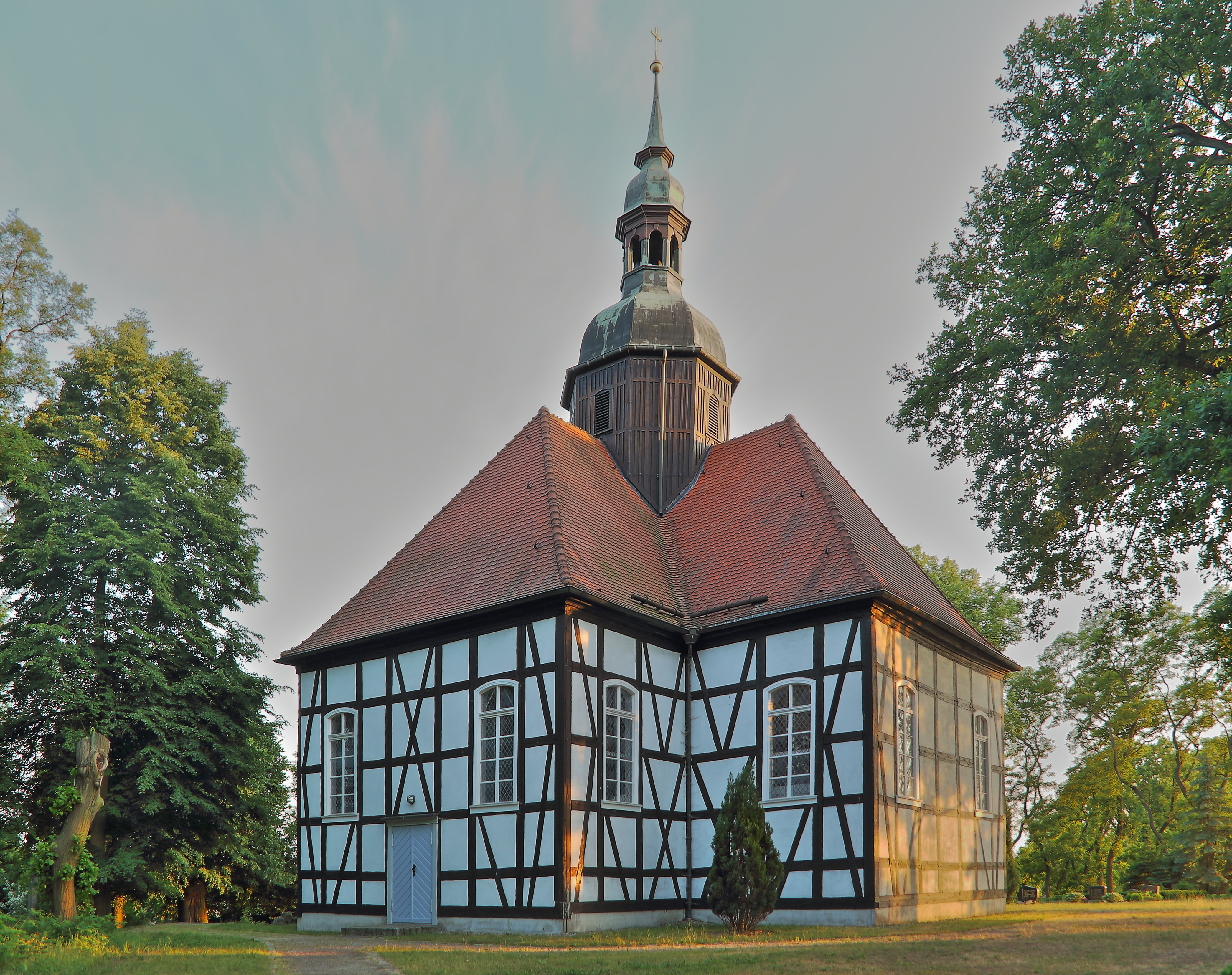
Südostansicht (2015)

Die Dorfkirche Krausnick ist das Kirchengebäude im Ortsteil Krausnick der Gemeinde Krausnick-Groß Wasserburg im Landkreis Dahme-Spreewald in Brandenburg. Es gehört zur Kirchengemeinde Krausnick im Pfarrsprengel Krausnick-Neu Schadow des Kirchenkreises Niederlausitz in der Evangelischen Kirche Berlin-Brandenburg-schlesische Oberlausitz.

## Architektur und Geschichte
Die Kirche ist für ihren ungewöhnlichen, in Form eines griechischen Kreuzes angelegten Grundriss bekannt. Sie entstand als Fachwerkkirche in den Jahren 1726 bis 1728 auf einer nördlich des Dorfes gelegenen Erhebung. Vorbild war die von Martin Grünberg errichtete erste Luisenstädtische Kirche in Berlin. Bauherr war Friedrich Erdmann von Oppen. Seine Nachfahren blieben bis 1724/1728 als örtliche Gutsherren Kirchenpatron von Krausnick und beispielsweise dem hier eingekirchten Groß Wasserburg. Die Familienchronik derer von Oppen aus 1893 und 1896 bezieht sich hierauf auch auf das Kirchenbuch von Krausnick.
Eingänge zur Kirche wurden am östlichen, südlichen und nördlichen Kreuzarm angelegt. Im südlichen Arm entstand eine Patronatsloge. In diesem Bereich sind die Fenster zweigeschossig angelegt. Die übrigen Fenster sind als flache Bögen gestaltet und beginnen ab der Höhe der Empore. Bedeckt wird die Kirche von einem Walmdach. In der Mitte des Kreuzes erhebt sich ein achteckiger, mit Brettern verkleideter Turm mit Laterne und geschwungener Haube. Am Turm befindet sich eine Uhr.
In den Jahren 1884/85 wurde die Kirche umgebaut. Die südliche Patronatsloge und die dort gelegene Gruft wurden zur Orgelempore umgebaut. Restaurierungen fanden 1981/82 und von 1992 bis 1994 statt.

## Ausstattung
Die Decke des Innenraums ist als hölzernes Muldengewölbe ausgeführt. Nördlicher und südlicher Kreuzarm haben eine eigene Decke. Im Kircheninneren gibt es eine an drei Seiten umlaufende Empore. Die Orgelempore im Süden ist nicht mit einbezogen. Die Empore wird von Säulen getragen, die bis zur Decke reichen. Auf der Nordseite wird die Empore schmaler und gibt so dem freistehenden Kanzelaltar Raum.
Der Kanzelaltar stammt aus der Zeit um 1740. Er ist in der Form einer Ädikula angelegt. Der Kanzelkorb befindet sich zwischen doppelten korinthischen Säulen und ist polygonal, an seinen Ecken befinden sich Köpfe von Putten. Über der Kanzel ruht ein achteckiger Schalldeckel, an welchem sich ein Aufsatz mit Palmenzweigen und Wappen befindet. Das mit Krone versehene Wappen und das dort ebenfalls befindliche Monogramm A.W. ist das des Stifters August Wilhelm von Preußen. Bekrönt wird der Kanzelaltar von einer Strahlensonne und Trompetenengeln. Eine schlichte hölzerne achteckige Taufe stammt aus der Zeit um 1800 und ist mit Rosetten verziert. 

## Orgel
Die 1884 entstandene und auf der südlichen Empore befindliche Orgel wurde durch den Orgelbaumeister Albert Lang aus Berlin geschaffen. Das Schleifladen-Instrument hat 8 Register auf einem Manual und Pedal. Die Trakturen sind mechanisch. 1994 wurde die Orgel von Christian Scheffler restauriert.
| Manualwerk C–f3 |                |    |
| 1.              | Principal      | 8′ |
| 2.              | Gedact         | 8′ |
| 3.              | Viola di Gamba | 8′ |
| 4.              | Octave         | 4′ |
| 5.              | Flauto dolce   | 4′ |
| 6.              | Octave         | 2′ |

| Pedal C–d1 |        |     |
| 7.         | Subbaß | 16′ |
| 8.         | Violon | 8′  |

- Koppeln: Pedalkoppel